# Thure Bielke
För andra betydelser, se Ture Bielke.
Thure Bielke, född 17 juni 1869 i Vists församling i Östergötlands län, död 19 april 1926 i Hedvig Eleonora församling i Stockholm, var en svensk greve, officer och musiker.

## Biografi
Thure Bielke var son till ryttmästaren, greve Thure Bielke och Pauline Fouché d’Otrante. Efter avlagd officersexamen 1890 blev han samma år underlöjtnant vid Livregementets dragoner, löjtnant 1898, ryttmästare 1908 och major i armén 1919. Han var attaché vid beskickningen i Wien 1896–1898 och gick under samma period Spanska ridskolan där samt utbildade sig i professor Leschetzkys pianoskola.
Han blev ledamot i Mazerska kvartettsällskapet 1903 och var ordförande där 1920–1926. Vidare blev han ordförande i Musikföreningen 1918, vice ordförande i Musikaliska konstföreningen 1912 och ledamot (nr 561) av Kungliga Musikaliska Akademien 1919. Han fick Gustaf V:s olympiska minnesmedalj 1912. Han var pianist i Sydsvenska kammarmusikföreningens konsertturné 1919–1921, styrelseledamot i Konsertföreningen 1911–1915 samt i Kammarmusikföreningen i Stockholm från dess grundande. Han var ordförande i Svenska samfundet för musikforskning 1925–1926.
Thure Bielke gifte sig 1890 med Hilda Dahl (1877–1956), dotter till grosshandlaren Olof Dahl och Kristina Berg. De fick barnen Nils (1899–1977), Gustaf (1901–1964) och Clas (1904–1968). Makarna Bielke är begravda på Norra begravningsplatsen utanför Stockholm.